# Giải César cho nữ diễn viên triển vọng nhất
Giải César cho nữ diễn viên triển vọng là một giải César dành cho các nữ diễn viên được coi là đầy triển vọng trong ngành điện ảnh.
Charlotte Gainsbourg là người trẻ nhất đoạt giải này, khi 14 tuổi. Catherine Jacob và Phạm Linh Đan đoạt giải này lúc 32 tuổi.
Dưới đây là danh sách những người đoạt giải và những người được đề cử theo từng năm:

## Thập niên 1980
1983
Sophie Marceau – La Boom 2
Souad Amidou – Le Grand frère
Fabienne Guyon – Une chambre en ville
Julie Jézéquel – L'Étoile du nord
1984
Sandrine Bonnaire – À nos amours
Élisabeth Bourgine – Vive la sociale
Laure Duthilleul – Le Destin de Juliette
Agnès Soral – Tchao Pantin
1985
Laure Marsac – La Pirate
Fanny Bastien – Pinot simple flic
Emmanuelle Béart – 'Un amour interdit
Sophie Duez – Marche à l'ombre
1986
Charlotte Gainsbourg – L'Effrontée
Emmanuelle Béart – L'Amour en douce
Philippine Leroy-Beaulieu – Trois hommes et un couffin
Charlotte Valandrey – Rouge baiser
Zabou – Billy-Ze-Kick
1987
Catherine Mouchet – Thérèse
Marianne Basler – Rosa la rose, fille publique
Dominique Blanc – La Femme de ma vie
Julie Delpy – Mauvais sang
1988
Mathilda May – Le Cri du hibou
Anne Brochet – Masques
Julie Delpy – La Passion Béatrice
Sophie Renoir – L'Ami de mon amie
1989
Catherine Jacob – La Vie est un long fleuve tranquille
Clotilde de Bayser – L'Enfance de l'art
Nathalie Cardone – Drôle d'endroit pour une rencontre
Ingrid Held – Maison assassinée

## Thập niên 1990
1990
Vanessa Paradis – Noce blanche
Dominique Blanc – Je suis le seigneur du château
Isabelle Gélinas – Suivez cet avion
Mireille Perrier – Un monde sans pitié
Valérie Stroh – Baptême
1991
Judith Henry – La Discrète
Clotilde Courau – Le Petit criminel
Florence Darel – Uranus
Judith Godrèche – La Désenchantée
Isabelle Nanty – Tante Daniele
1992
Géraldine Pailhas – La Neige et le feu
Marie-Laure Dougnac – Delicatessen
Marie Gillain – Mon père, ce héros
Alexandra London – Van Gogh
Elsa Zylberstein – Van Gogh
1993
Romane Bohringer – Les Nuits fauves
Isabelle Carré – Beau fixe
Phạm Linh Đan – Indochine
Charlotte Kady – L. 627
Elsa Zylberstein – Beau fixe
1994
Valeria Bruni Tedeschi – Les Gens normaux n'ont rien d'exceptionnel
Virginie Ledoyen – Les Marmottes
Chiara Mastroianni – Ma saison préférée
Florence Pernel – Trois couleurs: Bleu
Karin Viard – La Nage indienne
1995
Élodie Bouchez – Les Roseaux sauvages
Marie Bunel – Couples et amants
Sandrine Kiberlain – Les Patriotes
Virginie Ledoyen – L'eau froide
Elsa Zylberstein – Mina Tannenbaum
1996
Sandrine Kiberlain – En avoir (ou pas)
Isabelle Carré – Le Hussard sur le toit
Clotilde Courau – Élisa
Marie Gillain – L'Appât
Virginie Ledoyen – La Fille seule
1997
Laurence Côte – Les Voleurs
Jeanne Balibar – Comment je me suis disputé… (ma vie sexuelle)
Monica Bellucci – L'Appartement
Garance Clavel – Chacun cherche son chat
Emmanuelle Devos – Comment je me suis disputé… (ma vie sexuelle)
1998
Emma de Caunes – Un frère
Jeanne Balibar – J'ai horreur de l'amour
Isabelle Carré – La Femme défendue
Amira Casar – La Vérité si je mens!
Laetitia Pesenti – Marius et Jeannette
1999
Natacha Régnier – La Vie rêvée des anges
Marion Cotillard – Taxi
Hélène de Fougerolles – Que la lumière soit!
Sophie Guillemin – L'Ennui
Rona Hartner – Gadjo Dilo

## Thập niên 2000
2000
Audrey Tautou – Venus beauté (Institut)
Valentina Cervi – Rien sur Robert
Émilie Dequenne – Rosetta
Barbara Schulz – La Dilettante
Sylvie Testud – Karnaval
2001
Sylvie Testud – Les Blessures assassines
Bérénice Bejo – Meilleur Espoir feminin
Isild Le Besco – Sade
Sophie Guillemin – Harry, un ami qui vous veut du bien
Julie-Marie Parmentier – Les Blessures assassines
2002
Rachida Brakni – Chaos
Isild Le Besco – Roberto Succo
Marion Cotillard – Pretty Things (Les Jolies Choses)
Hélène Fillières – Reines d'un jour
Hélène de Fougerolles – Va Savoir
2003
Cécile de France – L’auberge espagnole
Émilie Dequenne – Une femme de ménage
Mélanie Doutey – Le frère du guerrier
Marina Foïs – Filles perdues, cheveux gras
Ludivine Sagnier – 8 Femmes
2004
Julie Depardieu – La petite Lili
Marie-Josée Croze – Les invasions barbares
Dinara Drukarova – Depuis qu'Otar est parti...
Sophie Quinton – Qui a tué Bambi?
Laura Smet – Les corps impatients
2005
Sara Forestier – L'Esquive
Marilou Berry – Comme une image
Lola Naymark – Brodeuses
Sabrina Ouazani – L'esquive
Magalie Woch – Rois et Reine
2006
Phạm Linh Đan – De battre mon coeur s'est arrêté
Mélanie Doutey – Il ne faut jurer de rien!
Déborah François – L'enfant
Marina Hands – Les âmes grises
Fanny Valette – La petite Jérusalem
2007
Mélanie Laurent – Je vais bien, ne t'en fais pas
Déborah François – La tourneuse de pages
Marina Hands – Lady Chatterley
Aïssa Maïga – Bamako
Maïwenn – Pardonnez-moi
2008
Hafsia Herzi – La graine et le mulet
Louise Blachère – Naissance des pieuvres
Audrey Dana – Roman de gare
Adèle Haenel – Naissance des pieuvres
Clotilde Hesme – Les chansons d'amour
2009
Déborah François – Le premier jour du reste de ta vie
Marilou Berry – Vilaine
Louise Bourgoin – La fille de Monaco
Anaïs Demoustier – Les grandes personnes
Léa Seydoux – La belle personne